# Concours Eurovision de la chanson 2008
Confluence of Sound
- Pays participants qualifiés pour la finale
- Pays participants éliminés en demi-finale
- Pays ayant participé dans le passé

Helsinki 2007 Moscou 2009
Le Concours Eurovision de la chanson 2008 est la 53e édition du Concours. Il a lieu à Belgrade en Serbie, à la suite de la victoire de Marija Šerifović lors de l'édition 2007, avec la chanson Molitva. Les demi-finales ont lieu les 20 et 22 mai 2008, et la finale se déroule le 24 mai 2008. Quarante-trois pays participent à cette édition dont le slogan est Confluence Of Sound (en français Confluence des sons).
La Russie remporte cette édition avec la chanson Believe, interprétée par Dima Bilan avec un total de 272 points. C'est la première victoire du pays à l'Eurovision.
L'Ukraine arrive en deuxième position avec 230 points. La Grèce arrive en troisième position avec 218 points. L'Arménie et la Norvège complètent le Top 5.

## Organisation

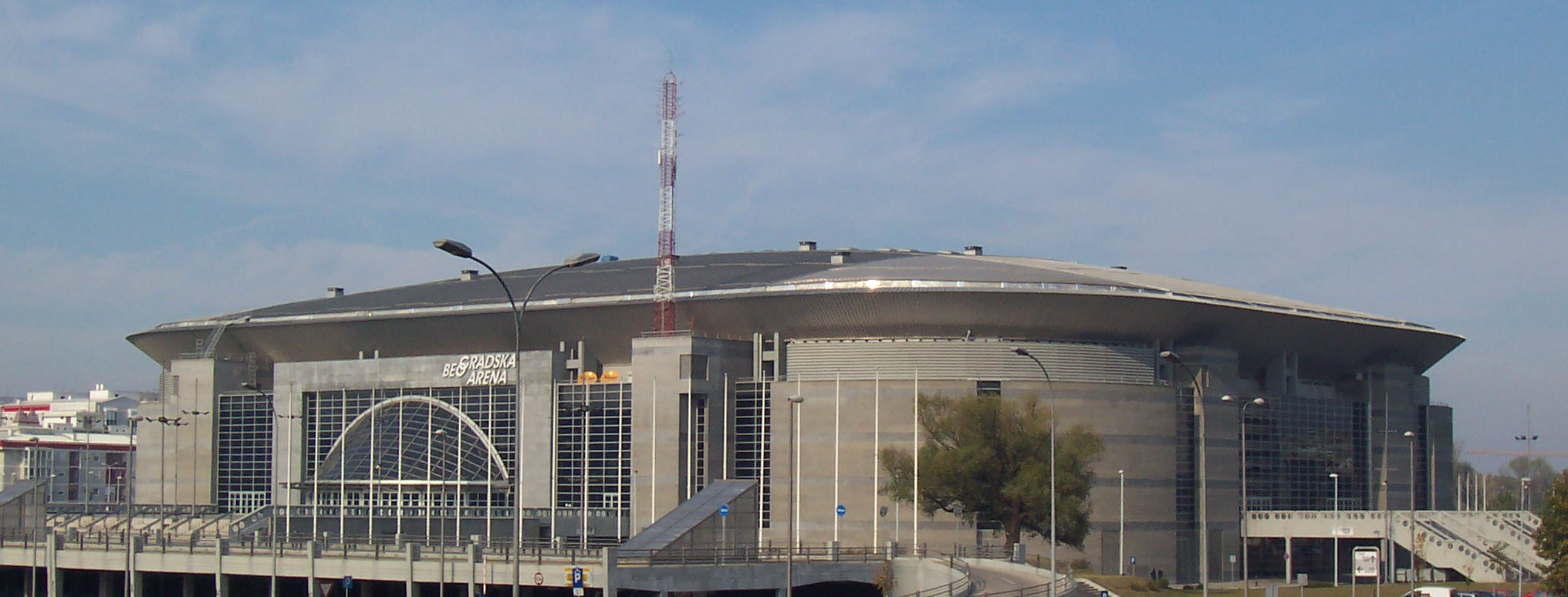
La Belgrade Arena

La Serbie, qui avait remporté l'édition 2007, se chargea de l’organisation de l’édition 2008.
Les préparatifs du concours furent un temps suspendus par la déclaration unilatérale d’indépendance du Kosovo, le 17 février 2008. Belgrade fut secouée par des troubles et des émeutes, au point que l’UER remit en cause la tenue du concours dans la capitale serbe. L’Union finit par obtenir la garantie expresse du gouvernement serbe que la sécurité de l’évènement serait assurée. Les délégations albanaises, croates et israéliennes bénéficièrent de mesures de protection supplémentaires. Finalement, aucun incident ne fut déploré.
Le concours eut lieu à la Belgrade Arena, salle omnisports inaugurée en 2004.

## Pays participants
Quarante-trois pays participèrent au cinquante-troisième concours, battant ainsi le record de 2007. Ce nombre record fut égalé en 2011 puis en 2018 mais n'a toujours pas été surpassé.
L’Autriche se retira, à la suite de la controverse des résultats de l’année précédente ; l'Azerbaïdjan et Saint-Marin firent leurs débuts.

## Nouvelles règles
Le nombre croissant de pays participants et la controverse sur les résultats de l’édition 2007 poussèrent l’UER à modifier les règles du concours. Le principe d’une demi-finale unique, utilisé depuis 2004, fut supprimé et remplacé par celui de deux demi-finales, organisées le mardi et le jeudi précédant la finale.
Désormais, seuls cinq pays seraient automatiquement qualifiés pour la finale : le pays hôte (vainqueur de l’édition précédente) et les « Big Four » (les quatre plus importants contributeurs financiers de l’Union – l’Allemagne, l’Espagne, la France et le Royaume-Uni), les autres pays participants devant décrocher leur qualification via une des deux demi-finales.
Chaque pays serait donc inscrit dans une demi-finale, qu’il aurait l’obligation de diffuser en direct et pour laquelle il obtiendrait un droit de vote. Il lui serait impossible de voter au cours de l’autre demi-finale, dont la diffusion lui serait de toute façon optionnelle. Quant aux cinq pays qualifiés d’office, ils obtiendraient chacun, un droit de vote pour l’une des demi-finales.
Les résultats de ces demi-finales seraient décidés selon une nouvelle clé de répartition entre les votes du public et les votes des jurys de substitution. Le public continuerait de voter (par téléphone et SMS), lors du direct et les jurys, lors de la dernière répétition générale. Les neuf chansons arrivées en tête du vote du public se qualifieraient automatiquement pour la finale. La dixième chanson qualifiée serait choisie par les jurys : il s’agirait de la plus haut placée dans leur classement et qui n’était pas qualifiée lors du vote du public.

## Tirages au sort

Pays participant à la première demi-finale
Pays pré-qualifié votant dans la première demi-finale
Pays participant à la deuxième demi-finale
Pays pré-qualifié votant dans la deuxième demi-finale

Les tirages au sort des ordres de passage se déroulèrent en plusieurs étapes. Premièrement, le partenaire commercial de l’UER pour le télévote, l’entreprise allemande Digame, effectua des recherches statistiques préalables sur les récurrences des votes échangés par les pays participants. Digame répartit par conséquent les demi-finalistes en six lots, selon leur historique de vote et leur proximité géographique.
| Lot 1                                                                        | Lot 2                                                       | Lot 3                                                       | Lot 4                                                           | Lot 5                                                                    | Lot 6                                                                       |
| ---------------------------------------------------------------------------- | ----------------------------------------------------------- | ----------------------------------------------------------- | --------------------------------------------------------------- | ------------------------------------------------------------------------ | --------------------------------------------------------------------------- |
| - Albanie - Bosnie-Herzégovine - Croatie - Macédoine - Monténégro - Slovénie | - Danemark - Estonie - Finlande - Islande - Norvège - Suède | - Belgique - Bulgarie - Chypre - Grèce - Pays-Bas - Turquie | - Andorre - Irlande - Lettonie - Lituanie - Portugal - Roumanie | - Arménie - Biélorussie - Géorgie - Israël - Moldavie - Russie - Ukraine | - Azerbaïdjan - Hongrie - Malte - Pologne - Tchéquie - Saint-Marin - Suisse |

Le 28 janvier 2008, fut procédé au tirage au sort des ordres de passage pour les demi-finales. Pour chaque lot, trois pays furent inscrits dans la première et trois autres, dans la deuxième. Les pays surnuméraires des lots 5 et 6 furent inscrits respectivement dans la première et la deuxième demi-finale. Concernant les finalistes automatiques, l’Allemagne et l’Espagne furent inscrites dans la première ; la France, le Royaume-Uni et la Serbie, dans la deuxième. Enfin, trois wildcards furent accordées pour la première demi-finale : elles allèrent à l’Azerbaïdjan, la Grèce et la Russie. Trois wildcards furent accordées pour la deuxième demi-finale : elles allèrent au Danemark, à la Macédoine et au Portugal. Une wildcard fut accordée en finale : elle alla à la Serbie.

## Artistes de retour
L'édition 2008 voit trois artistes ayant déjà participé prendre part à nouveau au concours :
| Pays     | Artiste                                       | Année(s) précédente(s)              |
| -------- | --------------------------------------------- | ----------------------------------- |
| Russie   | Dima Bilan                                    | 2006                                |
| Suède    | Charlotte Perrelli                            | 1999 (vainqueur)                    |
| Lettonie | Roberto Meloni (membre de Pirates of the Sea) | 2007 (comme membre de Bonaparti.lv) |

## Format et thème
Le superviseur délégué sur place par l'UER fut Svante Stockselius.
Le slogan retenu fut « Confluence of Sound » (« Confluence des sons »). La source d’inspiration de l’identité visuelle  fut trouvée dans la géographie de la capitale serbe, Belgrade étant située au confluent de la rivière Save et du fleuve Danube. Slogan, scène et animations devaient symboliser la rencontre des nations, des cultures, des énergies, des musiques, des couleurs.
La scène se composait d’un podium surélevé et bordé de spots de couleur. Ce podium comportait un élément central de couleur noire et de forme ovoïde, qui était entouré par des écrans LED. Ces écrans formaient un confluent : ils se rejoignaient devant l’élément central et s’avançaient jusque dans la public. Ils étaient en outre prolongés, à l’arrière de la scène, par deux écrans verticaux, dans une fausse perspective. La branche gauche, illuminée de rouge, symbolisait la Save ; la branche droite, illuminée de bleu, symbolisait le Danube. Enfin, l’arrière-fond consistait en deux arches blanches soulignées d’une bande en métal argenté et d’un vaste écran LED concave.
Pour la première fois, fut créé un trophée générique, destiné à remplacer les différents modèles utilisés antérieurement. Son design fut confié à l’artiste verrier suédois Kjell Engman. Celui-ci conçut un modèle en forme de microphone classique, coulé dans du verre solide translucide.

## Présentateurs

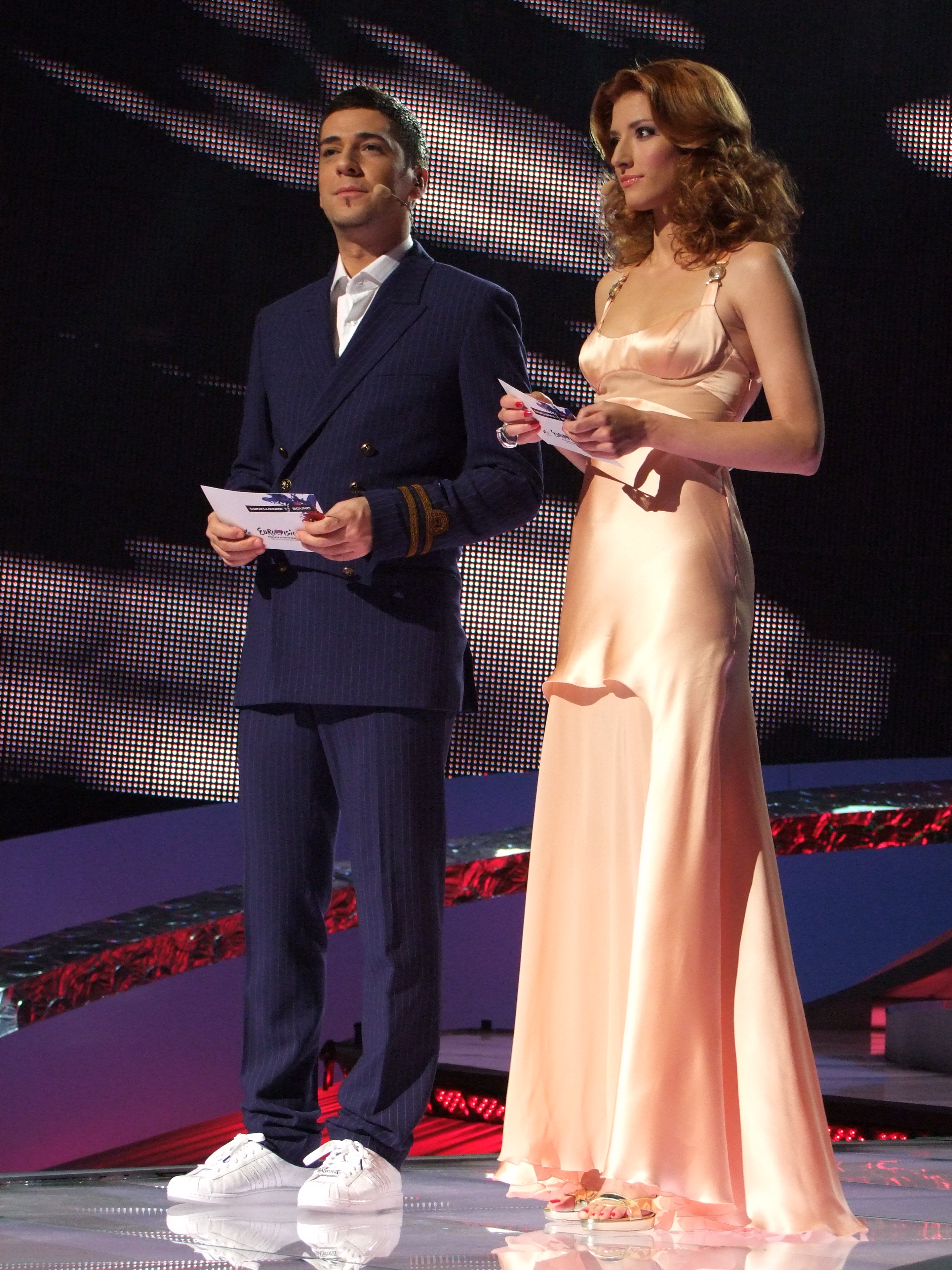
Les présentateurs lors de la première demi-finale : Željko Joksimović et Jovana Janković

Les présentateurs des trois soirées furent Jovana Janković et Željko Joksimović. Ils s’exprimèrent en anglais et en français, ajoutant quelques mots en serbe. Tous deux furent secondés dans leur tâche par Kristina et Bane, présents dans la green room.
Željko Joksimović avait déjà représenté son pays au concours, en 2004, et avait alors terminé deuxième. En outre, il avait écrit et composé la chanson ayant représenté la Bosnie-Herzégovine au concours, en 2006, et qui avait terminé troisième.
Le choix de Željko Joksimović suscita une certaine controverse lorsqu’il apparut qu’il était également l’auteur de la chanson représentant la Serbie cette année-là. Le débat fut alors lancé sur la totale impartialité du présentateur. Afin d’éviter toute controverse récurrente, l'UER décida de modifier les règles du concours et d’interdire à l'avenir le cumul des fonctions de présentateur et d’auteur.

## Cartes postales
Les cartes postales mettaient en scène des habitants de Belgrade. Chacun exerçait sa spécialité (personnelle, professionnelle, artistique ou sportive), faisant apparaître progressivement à l’écran le drapeau national du pays participant. Durant cette animation, s’inscrivait en surimpression, un message écrit par l’un des membres de la délégation du pays, adressé à ses proches dans sa langue maternelle. Les cartes postales se concluaient par le collage et l’oblitération d’un timbre virtuel.
Les représentants du pays, ont pour but de poster une lettre (qu'il soient de leurs familles, proches, fans, épouses, amis). Le pays hôte, elle, a pour but aux 43 représentants de poster un message dans leurs langues nationales du pays, de souhaiter la bienvenue en Serbie.

## Première demi-finale

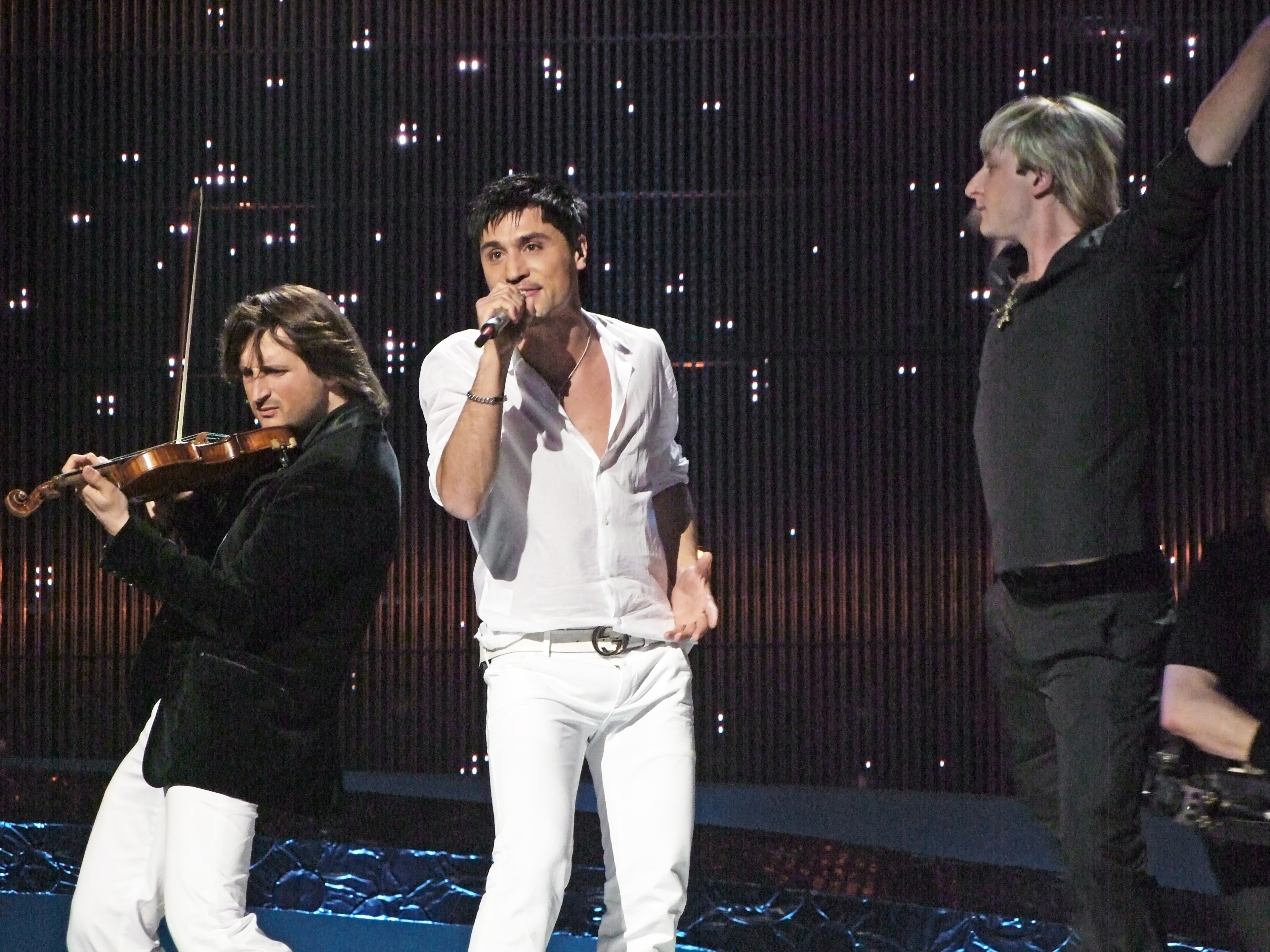
Dima Bilan, entre Edvin Marton et Evgeni Plushenko, lors de la première demi-finale

La première demi-finale eut lieu le mardi 20 mai 2008 et dura près de deux heures. Elle fut centrée sur le thème de la ville.
Dix-neuf pays concoururent pour une des dix places en finale. L’Allemagne et l’Espagne votèrent lors de cette demi-finale.
La chanson israélienne, The Fire in Your Eyes, avait été écrite et composée par Dana International, qui avait remporté la victoire en 1998.
Le représentant du Saint-Marin, Miodio, demeure le seul représentant de l'histoire de l'Eurovision à offrir sa carte postale à un ami pendant sa diffusion en demi-finale.
Ce fut la troisième fois qu’une chanson en langage imaginaire fut présentée au concours. Il s’agissait de la chanson belge O Julissi. La première avait été Sanomi, qui avait également représenté la Belgique en 2003 et terminé deuxième. La deuxième avait été Amambanda, qui avait représenté les Pays-Bas en 2006 et terminé vingtième en demi-finale.
Le représentant irlandais, Dustin the Turkey (Dustin le dindon), suscita une vaste controverse dans son pays, après sa sélection. Il s’agissait en réalité d’une marionnette au faciès de dindon et aux propos outranciers. Certains estimèrent que le personnage donnerait une mauvaise image de l’Irlande sur la scène internationale. Dustin the Turkey demeure toujours le seul concurrent non humain de l’histoire du concours.
Le représentant russe, Dima Bilan, se fit accompagner sur scène par le violoniste hongrois Edvin Marton et le triple champion du monde de patinage artistique, Evgeni Plushenko.

### Ouverture
La première demi-finale débuta par une vidéo montrant un chœur interprétant a cappella le Te Deum de Marc-Antoine Charpentier. La caméra dévoila ensuite la scène. Un chœur d’enfants, un orchestre de fanfare habillé tout de blanc et des danseurs entièrement rouges et bleus interprétèrent un pot-pourri de chansons traditionnelles et de chansons ayant marqué l’histoire du concours. À la fin de leur prestation, les présentateurs apparurent pour les salutations d’usage.

### Entracte
Le spectacle d'entracte débuta par un medley de chansons serbes traditionnelles, interprété par le Metropole Orkest, le chanteur Slobodan Trkulja et l’ensemble Balkanopolis. S’ensuivit la présentation des cinq pays déjà qualifiés pour la finale. Enfin, Kristina et Bane intervinrent depuis la green room et échangèrent quelques mots avec le représentant israélien, Boaz Mauda, et la représentante grecque, Kalomira Sarantis.

### Vote
Les résultats furent déterminés par une combinaison entre les votes des téléspectateurs et ceux des jurys. Les téléspectateurs votèrent par téléphone et par SMS et décidèrent de la qualification de leurs neuf chansons préférées. Les jurys votèrent de leur côté et décidèrent de la qualification de la dixième et dernière chanson. Il s’agissait de celle la plus haut placée dans leur classement, qui n’avait pas été qualifiée par les téléspectateurs. Les détails du vote ne furent révélés qu’après la finale du samedi, pour maintenir le suspense intact.
Le vote fut lancé par le tennisman serbe Novak Djokovic au moyen d'une balle de tennis géante. Le temps imparti pour le télévote fut conclu par un décompte des dix dernières secondes et la phrase traditionnelle  « Stop voting ! ».
Les résultats furent révélés en direct par les présentateurs qui ouvrirent au hasard dix enveloppes blanches renfermant les noms des dix pays qualifiés.

### Résultats
Durant l’annonce des résultats, la caméra fit systématiquement un plan sur les artistes qualifiés. Apparurent ainsi à l'écran et dans l'ordre : Kalomira, Nico et Vlad, Elvir Lakovic, Teräsbetoni, Dima Bilan, Boaz Mauda, Elnur et Samir, Sirusho, Isis Gee et Maria Haukaas Storeng.
Dix pays se qualifièrent donc pour la finale : l'Arménie, l'Azerbaïdjan, la Bosnie-Herzégovine, la Finlande, la Grèce, Israël, la Norvège, la Pologne, la Roumanie et la Russie. La demi-finale se conclut par la montée sur scène et l’acclamation des dix nouveaux finalistes. Les neuf pays non qualifiés conservèrent leur droit de vote pour la finale.
Saint-Marin devint le huitième pays participant à terminer à la dernière place lors de ses débuts, après l'Autriche (en 1957), Monaco (en 1959), le Portugal (en 1964), Malte (en 1971), la Turquie (en 1975), la Lituanie (en 1994) et la Tchéquie (en 2007).
- Choisi par les téléspectateurs
- Choisi par les jurys
- Dernier

| Ordre | Pays               | Artiste(s)            | Chanson                  | Langue(s)                | Place | Points |
| ----- | ------------------ | --------------------- | ------------------------ | ------------------------ | ----- | ------ |
| 01    | Monténégro         | Stefan Filipović      | Zauvijek volim te        | Monténégrin              | 14    | 23     |
| 02    | Israël             | Boaz Mauda            | The Fire in Your Eyes    | Hébreu, anglais          | 5     | 104    |
| 03    | Estonie            | Kreisiraadio          | Leto svet                | Serbe, finnois, allemand | 18    | 8      |
| 04    | Moldavie           | Geta Burlacu          | A Century of Love        | Anglais                  | 12    | 36     |
| 05    | Saint-Marin        | Miodio                | Complice                 | Italien                  | 19    | 5      |
| 06    | Belgique           | Ishtar                | O Julissi                | Imaginaire               | 17    | 16     |
| 07    | Azerbaïdjan        | Elnur & Samir         | Day After Day            | Anglais                  | 6     | 96     |
| 08    | Slovénie           | Rebeka Dremelj        | Vrag naj vzame           | Slovène                  | 11    | 36     |
| 09    | Norvège            | Maria Haukaas Storeng | Hold On, Be Strong       | Anglais                  | 4     | 106    |
| 10    | Pologne            | Isis Gee              | For Life                 | Anglais                  | 10    | 42     |
| 11    | Irlande            | Dustin the Turkey     | Ireland Douze pointe     | Anglais, français        | 16    | 22     |
| 12    | Andorre            | Gisela                | Casanova                 | Anglais, catalan         | 15    | 22     |
| 13    | Bosnie-Herzégovine | Elvir Lakovic         | Pokušaj                  | Bosnien                  | 9     | 72     |
| 14    | Arménie            | Sirusho               | Qele, qele (Քելե Քելե)   | Arménien, anglais        | 2     | 139    |
| 15    | Pays-Bas           | Hind                  | Your Heart Belongs to Me | Anglais                  | 13    | 27     |
| 16    | Finlande           | Teräsbetoni           | Missä miehet ratsastaa   | Finnois                  | 8     | 79     |
| 17    | Roumanie           | Nico & Vlad           | Pe-o margine de lume     | Roumain, italien         | 7     | 94     |
| 18    | Russie             | Dima Bilan            | Believe                  | Anglais                  | 3     | 135    |
| 19    | Grèce              | Kalomira              | Secret Combination       | Anglais                  | 1     | 156    |

## Deuxième demi-finale
La deuxième demi-finale eut lieu le jeudi 22 mai 2008 et dura près de deux heures. Elle fut centrée sur le thème de l’eau.
Dix-neuf pays concoururent pour une des dix places en finale. La France, le Royaume-Uni et la Serbie votèrent dans cette demi-finale.

### Ouverture
La deuxième demi-finale débuta par une vidéo montrant un chœur interprétant a cappella le Te Deum de Marc-Antoine Charpentier. La caméra dévoila ensuite la scène. S’ensuivit un ballet intitulé Serbia for beginners (La Serbie pour les débutants), chorégraphié par Aleksandar Josipović et interprété par les mêmes danseurs qu’en première demi-finale. Josipović les dirigea lui-même, déguisé en centaure blanc. À la fin de cette prestation, les présentateurs apparurent pour les salutations d’usage.

### Entracte
Le spectacle d'entracte débuta par un ballet contemporain, interprété par les danseurs du Théâtre National de Belgrade. Il s’agissait d’une réinterprétation moderne de danses traditionnelles serbes. S’ensuivit la présentation des cinq pays déjà qualifiés pour la finale. Enfin, Kristina et Bane intervinrent depuis la green room et échangèrent quelques mots avec la représentante macédonienne, Tamara Todevska, et la représentante ukrainienne, Ani Lorak.

### Vote
Les résultats furent déterminés par une combinaison entre les votes des téléspectateurs et ceux des jurys. Les téléspectateurs votèrent par téléphone et par SMS et décidèrent de la qualification de leurs neuf chansons préférées. Les jurys votèrent de leur côté et décidèrent de la qualification de la dixième et dernière chanson. Il s’agissait de celle la plus haut placée dans leur classement, qui n’avait pas été qualifiée par les téléspectateurs. Les détails du vote ne furent révélés qu’après la finale du samedi, pour maintenir le suspense intact.
Le vote fut lancé par Lys Assia, la première gagnante de l’histoire du concours, et les présentateurs, au moyen de la phrase rituelle : « Europe, start voting now ! ». Le temps imparti pour le télévote fut conclu par un décompte des dix dernières secondes et la phrase « Stop voting ! ».
Les résultats furent révélés en direct par les présentateurs. Ils ouvrirent au hasard dix enveloppes blanches, renfermant les noms des dix pays qualifiés.

### Résultats
Durant l’annonce des résultats, la caméra fit systématiquement un plan sur les artistes qualifiés. Apparurent ainsi à l'écran et dans l'ordre : Ani Lorak, Kraljevic Ulice et 75 Cents, Olta Boka, Euroband, Diana Gurtskaya, Simon Mathew, Charlotte Perrelli, les Pirates of the Sea, Mor ve Ötesi et Vânia Fernandes.
Dix pays se qualifièrent donc pour la finale : l'Albanie, la Croatie, le Danemark, la Géorgie, l'Islande, la Lettonie, le Portugal, la Suède, la Turquie et l'Ukraine. La demi-finale se conclut par la montée sur scène et l’acclamation des dix nouveaux finalistes. Les neuf pays non qualifiés conservèrent leur droit de vote pour la finale.
- Choisi par les téléspectateurs
- Choisi par les jurys
- Dernier

| Ordre | Pays        | Artiste(s)                | Chanson                       | Langue(s)         | Place | Points |
| ----- | ----------- | ------------------------- | ----------------------------- | ----------------- | ----- | ------ |
| 01    | Islande     | Euroband                  | This Is My Life               | Anglais           | 8     | 68     |
| 02    | Suède       | Charlotte Perrelli        | Hero                          | Anglais           | 12    | 54     |
| 03    | Turquie     | Mor ve Ötesi              | Deli                          | Turc              | 7     | 85     |
| 04    | Ukraine     | Ani Lorak                 | Shady Lady                    | Anglais           | 1     | 152    |
| 05    | Lituanie    | Jeronimas Milius          | Nomads in the Night           | Anglais           | 16    | 30     |
| 06    | Albanie     | Olta Boka                 | Zemrën e lamë peng            | Albanais          | 9     | 67     |
| 07    | Suisse      | Paolo Meneguzzi           | Era stupendo                  | Italien           | 13    | 47     |
| 08    | Tchéquie    | Tereza Kerndlová          | Have Some Fun                 | Anglais           | 18    | 9      |
| 09    | Biélorussie | Ruslan Alekhno            | Hasta La Vista                | Anglais, espagnol | 17    | 27     |
| 10    | Lettonie    | Pirates of the Sea        | Wolves of the Sea             | Anglais           | 6     | 86     |
| 11    | Croatie     | Kraljevi Ulice & 75 Cents | Romanca                       | Croate            | 4     | 112    |
| 12    | Bulgarie    | Deep Zone & Balthazar     | DJ, Take Me Away              | Anglais           | 11    | 56     |
| 13    | Danemark    | Simon Mathew              | All Night Long                | Anglais           | 3     | 112    |
| 14    | Géorgie     | Diana Gurtskaya           | Peace Will Come               | Anglais           | 5     | 107    |
| 15    | Hongrie     | Csézy                     | Candlelight                   | Anglais, hongrois | 19    | 6      |
| 16    | Malte       | Morena                    | Vodka                         | Anglais           | 14    | 38     |
| 17    | Chypre      | Evdokia Kadi              | Femme fatale                  | Grec              | 15    | 36     |
| 18    | Macédoine   | Tamara, Vrčak & Adrian    | Let Me Love You               | Anglais           | 10    | 64     |
| 19    | Portugal    | Vânia Fernandes           | Senhora do mar (Negras águas) | Portugais         | 2     | 120    |

## Finale
La finale eut lieu le samedi 24 mai 2008, exactement le même jour que la toute première édition du concours, en 1956. Elle était centrée sur le thème de la confluence et dura près de trois heures et seize minutes.
Vingt-cinq pays concoururent pour la victoire : les « Big Four », le pays hôte et les vingt pays qualifiés des deux demi-finales.
Ce fut la toute première fois qu’une finale ne vit concourir aucune chanson en français. Même la chanson représentant la France était écrite quasi entièrement en anglais. Cela avait suscité une telle controverse lors de sa sélection, que son auteur et interprète, Sébastien Tellier, avait dû ajouter deux phrases supplémentaires en français. Lors de sa prestation, Sébastien Tellier arriva sur scène dans une voiturette de golf, devenant le premier interprète de l’histoire du concours à recourir à un engin motorisé comme accessoire. En outre, il inhala de l’hélium avant d’entamer le deuxième couplet, déformant ainsi sa voix, autre grande première.

### Ouverture
La finale débuta par une vidéo montrant un chœur interprétant a cappella le Te Deum de Marc-Antoine Charpentier. La caméra dévoila ensuite Marija Šerifović qui interpréta une version remixée de Molitva, la chanson gagnante de l’année précédente, suivie de Tell Me Why. Elle introduisit ensuite les présentateurs qui montèrent sur scène pour les salutations d’usage.

### Pauses commerciales
Durant la première pause commerciale, furent montrées en direct des images de la foule rassemblée devant la mairie de Belgrade et qui regardait le concours sur des écrans géants.
Durant les deuxième et troisième pauses, Kristina et Bane intervinrent depuis la green room.

### Entracte
Le spectacle d'entracte débuta par de nouvelles images de la foule rassemblée devant la mairie de Belgrade. S’ensuivit une vidéo sur les préparatifs et la semaine des répétitions, puis un medley de chansons serbes traditionnelles, interprété par Goran Bregović et son groupe.
Les présentateurs revinrent alors sur scène. Ils saluèrent certains des commentateurs présents dans la salle : le britannique Terry Wogan (qui officiait pour la dernière fois), la finlandaise Jaana Pelkonen (qui avait présenté le concours l’année précédente) et le français Jean-Paul Gaultier. Kristina et Bane intervinrent à nouveau depuis la green room et échangèrent quelques mots avec les représentantes allemandes, le groupe No Angels, et la représentante ukrainienne, Ani Lorak.

### Vote
Les téléspectateurs votèrent par téléphone et par SMS pour leurs chansons préférées. Les votes ainsi exprimés furent agrégés en 1, 2, 3, 4, 5, 6, 7, 8, 10 et 12 points. Au total, huit millions de votes furent enregistrés sur l’ensemble des trois soirées, dont six rien que pour la finale.
Comme l’année précédente, l’ordre de passage des pays durant la procédure de vote fut déterminé par tirage au sort. Les points de un à sept s’affichèrent automatiquement sur le tableau de vote. Les porte-paroles, contactés par satellite, énoncèrent les trois résultats principaux : « huit », « dix » et « douze points ». Pour la toute première fois, un décompte du nombre de pays ayant déjà voté fut affiché à l’écran.
Le vote fut lancé par le basketteur serbe Vlade Divac au moyen d'une balle de basket et de la phrase rituelle : « Europe, start voting now ! ». Le temps imparti pour le télévote fut conclu par un décompte des dix dernières secondes et la phrase « Stop voting ! ».
La procédure de vote ne fut interrompue que par un seul incident. La porte-parole tchèque se trompa dans l’attribution des « dix points » : elle les donna à l’Arménie à la place de l’Azerbaïdjan. Elle fut interrompue par le superviseur et corrigea son erreur en s’excusant.
Durant le vote, la caméra fit systématiquement un plan sur les participants qui recevaient « douze points ». Apparurent ainsi à l'écran Kalomira, Olta Boka, Dima Bilan, Jelena Tomašević, Sirusho, les No Angels, Elvir Lakovic, Nico et Vlad, Simon Mathew, Ani Lorak, Elnur et Samir, Rodolfo Chikilicuatre, Charlotte Perrelli, les Pirates of the Sea, Mor ve Ötesi, Maria Haukaas Storeng et Euroband.
Dès le début de la procédure, la Grèce et la Russie se détachèrent. Il fallut attendre le dix-neuvième vote, le vote portugais, pour que la Russie s’empare définitivement de la tête.

### Résultats
Ce fut la première victoire de la Russie au concours.
Dima Bilan reçut le trophée de la victoire des mains de Marija Šerifović, gagnante de l'année précédente.
Ce fut la huitième année consécutive qu'un pays remporta le concours pour la première fois, un record toujours inégalé. Ce fut la deuxième année consécutive que l’Ukraine termina à la deuxième place. Enfin, ce fut la neuvième fois (après 1958, 1962, 1963, 1968, 1971, 1973, 1978 et 2001) que la chanson passée en deuxième position termina à la dernière place, un autre record inégalé.
- Vainqueur
- Deuxième
- Troisième
- Dernier

| Ordre | Pays               | Artiste(s)                        | Chanson                       | Langue(s)         | Place | Points |
| ----- | ------------------ | --------------------------------- | ----------------------------- | ----------------- | ----- | ------ |
| 01    | Roumanie           | Nico & Vlad                       | Pe-o margine de lume          | Roumain, italien  | 20    | 45     |
| 02    | Royaume-Uni        | Andy Abraham                      | Even If                       | Anglais           | 25    | 14     |
| 03    | Albanie            | Olta Boka                         | Zemrën e lamë peng            | Albanais          | 16    | 55     |
| 04    | Allemagne          | No Angels                         | Disappear                     | Anglais           | 23    | 14     |
| 05    | Arménie            | Sirusho                           | Qele Qele (Քելե քելե)         | Arménien, anglais | 04    | 199    |
| 06    | Bosnie-Herzégovine | Elvir Laković                     | Pokušaj                       | Bosnien           | 10    | 110    |
| 07    | Israël             | Boaz Mauda                        | The Fire in Your Eyes         | Hébreu, anglais   | 09    | 124    |
| 08    | Finlande           | Teräsbetoni                       | Missä miehet ratsastaa        | Finnois           | 22    | 35     |
| 09    | Croatie            | Kraljevi Ulice & 75 Cents         | Romanca                       | Croate            | 21    | 44     |
| 10    | Pologne            | Isis Gee                          | For Life                      | Anglais           | 24    | 14     |
| 11    | Islande            | Euroband                          | This Is My Life               | Anglais           | 14    | 64     |
| 12    | Turquie            | Mor ve Ötesi                      | Deli                          | Turc              | 07    | 138    |
| 13    | Portugal           | Vânia Fernandes                   | Senhora do mar (Negras águas) | Portugais         | 13    | 69     |
| 14    | Lettonie           | Pirates of the Sea                | Wolves of the Sea             | Anglais           | 11    | 83     |
| 15    | Suède              | Charlotte Perrelli                | Hero                          | Anglais           | 18    | 47     |
| 16    | Danemark           | Simon Mathew                      | All Night Long                | Anglais           | 15    | 60     |
| 17    | Géorgie            | Diana Gurtskaya                   | Peace Will Come               | Anglais           | 11    | 83     |
| 18    | Ukraine            | Ani Lorak                         | Shady Lady                    | Anglais           | 02    | 230    |
| 19    | France             | Sébastien Tellier                 | Divine                        | Anglais, français | 18    | 47     |
| 20    | Azerbaïdjan        | Elnur & Samir                     | Day After Day                 | Anglais           | 08    | 132    |
| 21    | Grèce              | Kalomira                          | Secret Combination            | Anglais           | 03    | 218    |
| 22    | Espagne            | Rodolfo Chikilicuatre             | Baila el Chiki-chiki          | Espagnol, anglais | 16    | 55     |
| 23    | Serbie H T         | Jelena Tomašević feat. Bora Dugić | Oro                           | Serbe             | 06    | 160    |
| 24    | Russie             | Dima Bilan                        | Believe                       | Anglais           | 01    | 272    |
| 25    | Norvège            | Maria Haukaas Storeng             | Hold On, Be Strong            | Anglais           | 05    | 182    |

## Controverse
Comme l’année précédente, les résultats du concours suscitèrent la controverse dans les médias des pays d’Europe de l’Ouest. Et comme l’année précédente, l’UER commanda à la compagnie Digame, une étude statistique des votes. Aucune fraude ni manipulation ne fut constatée. La victoire de la Russie demeurait incontestable. Le pays avait certes bénéficié de votes géographiques, mais aurait tout de même remporté le concours, si seuls les pays d’Europe de l’Ouest avaient voté. La conclusion de l’étude soulignait le facteur déterminant de la victoire russe : le pays avait reçu des points de 38 pays sur les 42 votants.

## Tableaux des votes

### Première demi-finale
| Drapeau du Monténégro                             | Drapeau d’Israël | Drapeau de l'Estonie | Drapeau de la Moldavie | Drapeau de Saint-Marin | Drapeau de la Belgique | Drapeau de l'Azerbaïdjan | Drapeau de la Slovénie | Drapeau de la Norvège | Drapeau de la Pologne | Drapeau de l'Irlande | Drapeau d'Andorre | Drapeau de la Bosnie-Herzégovine | Drapeau de l'Arménie | Drapeau des Pays-Bas | Drapeau de la Finlande | Drapeau de la Roumanie | Drapeau de la Russie | Drapeau de la Grèce | Drapeau de l'Allemagne | Drapeau de l'Espagne | Total |     |
| Pays                                              |                  |                      |                        |                        |                        |                          |                        |                       |                       |                      |                   |                                  |                      |                      |                        |                        |                      |                     |                        |                      |       |     |
| Monténégro                                        |                  | –                    | –                      | –                      | 1                      | –                        | –                      | 10                    | –                     | –                    | –                 | –                                | 12                   | –                    | –                      | –                      | –                    | –                   | –                      | –                    | –     | 23  |
| Israël                                            | 5                |                      | –                      | –                      | 2                      | 7                        | 10                     | 4                     | 10                    | 4                    | –                 | 7                                | 5                    | 7                    | 6                      | 10                     | 6                    | 8                   | 5                      | 4                    | 4     | 104 |
| Estonie                                           | –                | –                    |                        | 1                      | –                      | –                        | –                      | –                     | –                     | –                    | –                 | –                                | –                    | –                    | –                      | 7                      | –                    | –                   | –                      | –                    | –     | 8   |
| Moldavie                                          | –                | –                    | –                      |                        | 5                      | –                        | 5                      | –                     | –                     | –                    | –                 | 1                                | –                    | 6                    | –                      | –                      | 10                   | 5                   | 4                      | –                    | –     | 36  |
| Saint-Marin                                       | –                | –                    | –                      | –                      |                        | –                        | –                      | –                     | –                     | –                    | –                 | 2                                | –                    | –                    | –                      | –                      | –                    | –                   | 3                      | –                    | –     | 5   |
| Belgique                                          | –                | –                    | 6                      | –                      | –                      |                          | –                      | –                     | –                     | –                    | –                 | –                                | –                    | –                    | 10                     | –                      | –                    | –                   | –                      | –                    | –     | 16  |
| Azerbaïdjan                                       | 3                | 5                    | 4                      | 10                     | –                      | 5                        |                        | –                     | –                     | 10                   | 5                 | 8                                | 3                    | 2                    | 4                      | 5                      | 7                    | 10                  | 7                      | 8                    | –     | 96  |
| Slovénie                                          | 10               | 2                    | –                      | 2                      | –                      | –                        | 1                      |                       | –                     | 2                    | –                 | –                                | 10                   | 4                    | –                      | –                      | 1                    | 2                   | 2                      | –                    | –     | 36  |
| Norvège                                           | 4                | 6                    | 8                      | 3                      | 7                      | 1                        | 7                      | 2                     |                       | 7                    | 8                 | 10                               | 4                    | 8                    | 5                      | 12                     | 4                    | 7                   | –                      | 1                    | 2     | 106 |
| Pologne                                           | –                | –                    | –                      | –                      | 10                     | –                        | 3                      | –                     | 2                     |                      | 12                | –                                | –                    | 1                    | –                      | –                      | 2                    | 3                   | 1                      | 5                    | 3     | 42  |
| Irlande                                           | 1                | 3                    | 7                      | –                      | –                      | 4                        | –                      | –                     | 1                     | –                    |                   | –                                | 2                    | –                    | 1                      | 2                      | –                    | –                   | –                      | –                    | 1     | 22  |
| Andorre                                           | –                | 4                    | 3                      | –                      | –                      | –                        | –                      | 1                     | –                     | 1                    | 1                 |                                  | –                    | –                    | –                      | –                      | –                    | –                   | –                      | –                    | 12    | 22  |
| Bosnie-Herzégovine                                | 12               | –                    | 1                      | 6                      | –                      | –                        | 4                      | 12                    | 12                    | –                    | 3                 | –                                |                      | –                    | 7                      | 8                      | –                    | –                   | –                      | 7                    | –     | 72  |
| Arménie                                           | 6                | 10                   | 2                      | 5                      | 8                      | 12                       | –                      | 5                     | 3                     | 12                   | 2                 | 3                                | 6                    |                      | 12                     | 4                      | 5                    | 12                  | 12                     | 10                   | 10    | 139 |
| Pays-Bas                                          | –                | 1                    | –                      | –                      | 3                      | 8                        | 2                      | –                     | 7                     | –                    | –                 | –                                | –                    | 3                    |                        | –                      | 3                    | –                   | –                      | –                    | –     | 27  |
| Finlande                                          | 2                | –                    | 12                     | 8                      | 4                      | 2                        | –                      | 3                     | 6                     | 5                    | 6                 | 12                               | 1                    | –                    | –                      |                        | –                    | 4                   | 6                      | 2                    | 6     | 79  |
| Roumanie                                          | –                | 8                    | –                      | 12                     | 6                      | 6                        | 6                      | 6                     | 5                     | 3                    | 7                 | 6                                | –                    | 5                    | 3                      | 1                      |                      | 1                   | 8                      | 3                    | 8     | 94  |
| Russie                                            | 8                | 12                   | 10                     | 7                      | –                      | 3                        | 8                      | 7                     | 8                     | 8                    | 4                 | 4                                | 7                    | 12                   | 2                      | 6                      | 8                    |                     | 10                     | 6                    | 5     | 135 |
| Grèce                                             | 7                | 7                    | 5                      | 4                      | 12                     | 10                       | 12                     | 8                     | 4                     | 6                    | 10                | 5                                | 8                    | 10                   | 8                      | 3                      | 12                   | 6                   |                        | 12                   | 7     | 156 |
| Le tableau suit l'ordre de passage des candidats. |                  |                      |                        |                        |                        |                          |                        |                       |                       |                      |                   |                                  |                      |                      |                        |                        |                      |                     |                        |                      |       |     |

### Deuxième demi-finale
| Drapeau de l'Islande                              | Drapeau de la Suède | Drapeau de la Turquie | Drapeau de l'Ukraine | Drapeau de la Lituanie | Drapeau de l'Albanie | Drapeau de la Suisse | Drapeau de la Tchéquie |    | Drapeau de la Lettonie | Drapeau de la Croatie | Drapeau de la Bulgarie | Drapeau du Danemark | Drapeau de la Géorgie | Drapeau de la Hongrie | Drapeau de Malte | Drapeau de Chypre | Drapeau de la Macédoine du Nord | Drapeau du Portugal | Drapeau de la France | Drapeau de la Serbie | Drapeau du Royaume-Uni | Total |     |
| Pays                                              |                     |                       |                      |                        |                      |                      |                        |    |                        |                       |                        |                     |                       |                       |                  |                   |                                 |                     |                      |                      |                        |       |     |
| Islande                                           |                     | 10                    | 3                    | 1                      | 2                    | 5                    | 4                      | –  | 1                      | 2                     | –                      | –                   | 10                    | –                     | 7                | 5                 | 1                               | –                   | 5                    | 8                    | –                      | 4     | 68  |
| Suède                                             | 8                   |                       | 2                    | –                      | 3                    | 1                    | 3                      | –  | –                      | –                     | –                      | –                   | 12                    | –                     | 1                | 7                 | 4                               | –                   | 3                    | 1                    | 3                      | 6     | 54  |
| Turquie                                           | –                   | 6                     |                      | 5                      | –                    | 12                   | 7                      | –  | 3                      | –                     | –                      | 7                   | 8                     | 5                     | 4                | –                 | –                               | 8                   | –                    | 10                   | –                      | 10    | 85  |
| Ukraine                                           | 6                   | 3                     | 12                   |                        | 7                    | –                    | 1                      | 12 | 12                     | 6                     | 7                      | 12                  | 7                     | 12                    | 8                | 8                 | 10                              | 6                   | 12                   | 3                    | 8                      | –     | 152 |
| Lituanie                                          | –                   | –                     | –                    | –                      |                      | –                    | –                      | –  | –                      | 12                    | –                      | –                   | –                     | 10                    | –                | –                 | –                               | –                   | –                    | –                    | –                      | 8     | 30  |
| Albanie                                           | 1                   | 7                     | 8                    | 3                      | –                    |                      | 10                     | 1  | 5                      | –                     | 10                     | –                   | –                     | –                     | –                | –                 | –                               | 12                  | 2                    | 5                    | –                      | 3     | 67  |
| Suisse                                            | –                   | –                     | –                    | –                      | –                    | 10                   |                        | –  | –                      | –                     | 5                      | –                   | 5                     | –                     | –                | 12                | 7                               | 1                   | –                    | 7                    | –                      | –     | 47  |
| Tchéquie                                          | –                   | –                     | 1                    | –                      | –                    | –                    | –                      |    | –                      | –                     | 2                      | –                   | –                     | –                     | –                | 1                 | –                               | 5                   | –                    | –                    | –                      | –     | 9   |
| Biélorussie                                       | –                   | –                     | –                    | 10                     | 6                    | –                    | –                      | –  |                        | 5                     | –                      | –                   | –                     | 4                     | –                | –                 | 2                               | –                   | –                    | –                    | –                      | –     | 27  |
| Lettonie                                          | 7                   | 8                     | –                    | 2                      | 12                   | –                    | –                      | 5  | 6                      |                       | 6                      | 1                   | 6                     | 6                     | –                | 6                 | –                               | 4                   | 10                   | –                    | 2                      | 5     | 86  |
| Croatie                                           | 4                   | 4                     | 5                    | 7                      | 5                    | 3                    | 6                      | 3  | 7                      | 7                     |                        | 6                   | 3                     | 8                     | 10               | –                 | 6                               | 10                  | 6                    | 2                    | 10                     | –     | 112 |
| Bulgarie                                          | 5                   | –                     | 6                    | 6                      | 1                    | –                    | –                      | 2  | 2                      | 1                     | 1                      |                     | –                     | –                     | 3                | 2                 | 8                               | 7                   | 1                    | 6                    | 5                      | –     | 56  |
| Danemark                                          | 12                  | 12                    | –                    | 4                      | 8                    | 4                    | 5                      | 10 | 4                      | 8                     | 3                      | 2                   |                       | 3                     | 12               | 4                 | 5                               | 3                   | 8                    | 4                    | –                      | 1     | 112 |
| Géorgie                                           | 2                   | 1                     | 10                   | 12                     | 10                   | –                    | –                      | 8  | 10                     | 10                    | –                      | 4                   | –                     |                       | 2                | 10                | 12                              | 2                   | 7                    | –                    | 7                      | –     | 107 |
| Hongrie                                           | –                   | –                     | –                    | –                      | –                    | –                    | –                      | –  | –                      | –                     | –                      | –                   | 1                     | 1                     |                  | –                 | –                               | –                   | –                    | –                    | 4                      | –     | 6   |
| Malte                                             | 3                   | –                     | –                    | –                      | –                    | 8                    | –                      | 6  | –                      | 4                     | 4                      | 3                   | 4                     | –                     | –                |                   | –                               | –                   | 4                    | –                    | –                      | 2     | 38  |
| Chypre                                            | –                   | –                     | 4                    | –                      | –                    | 2                    | 2                      | –  | –                      | –                     | –                      | 8                   | –                     | 2                     | 5                | –                 |                                 | –                   | –                    | –                    | 1                      | 12    | 36  |
| Macédoine                                         | –                   | 2                     | 7                    | –                      | –                    | 7                    | 8                      | 4  | –                      | –                     | 12                     | 10                  | 2                     | –                     | –                | –                 | –                               |                     | –                    | –                    | 12                     | –     | 64  |
| Portugal                                          | 10                  | 5                     | –                    | 8                      | 4                    | 6                    | 12                     | 7  | 8                      | 3                     | 8                      | 5                   | –                     | 7                     | 6                | 3                 | 3                               | –                   |                      | 12                   | 6                      | 7     | 120 |
| Le tableau suit l'ordre de passage des candidats. |                     |                       |                      |                        |                      |                      |                        |    |                        |                       |                        |                     |                       |                       |                  |                   |                                 |                     |                      |                      |                        |       |     |

### Finale
| Méthode de vote : - 100 % télévote - 100 % jury | Méthode de vote : - 100 % télévote - 100 % jury   | Points attribués       | Points attribués                | Points attribués     | Points attribués       | Points attribués     | Points attribués                 | Points attribués     | Points attribués       | Points attribués       | Points attribués       | Points attribués       | Points attribués     | Points attribués | Points attribués  | Points attribués       | Points attribués     | Points attribués     | Points attribués       | Points attribués    | Points attribués      | Points attribués      | Points attribués  | Points attribués      | Points attribués       | Points attribués     | Points attribués       | Points attribués     | Points attribués     | Points attribués | Points attribués      | Points attribués     | Points attribués     | Points attribués         | Points attribués    | Points attribués       | Points attribués    | Points attribués      | Points attribués | Points attribués       | Points attribués     | Points attribués      | Points attribués      | Points attribués    | Points attribués |
| ----------------------------------------------- | ------------------------------------------------- | ---------------------- | ------------------------------- | -------------------- | ---------------------- | -------------------- | -------------------------------- | -------------------- | ---------------------- | ---------------------- | ---------------------- | ---------------------- | -------------------- | ---------------- | ----------------- | ---------------------- | -------------------- | -------------------- | ---------------------- | ------------------- | --------------------- | --------------------- | ----------------- | --------------------- | ---------------------- | -------------------- | ---------------------- | -------------------- | -------------------- | ---------------- | --------------------- | -------------------- | -------------------- | ------------------------ | ------------------- | ---------------------- | ------------------- | --------------------- | ---------------- | ---------------------- | -------------------- | --------------------- | --------------------- | ------------------- | ---------------- |
| Méthode de vote : - 100 % télévote - 100 % jury | Méthode de vote : - 100 % télévote - 100 % jury   | Drapeau du Royaume-Uni | Drapeau de la Macédoine du Nord | Drapeau de l'Ukraine | Drapeau de l'Allemagne | Drapeau de l'Estonie | Drapeau de la Bosnie-Herzégovine | Drapeau de l'Albanie | Drapeau de la Belgique | Drapeau de Saint-Marin | Drapeau de la Lettonie | Drapeau de la Bulgarie | Drapeau de la Serbie | Drapeau d’Israël | Drapeau de Chypre | Drapeau de la Moldavie | Drapeau de l'Islande | Drapeau de la France | Drapeau de la Roumanie | Drapeau du Portugal | Drapeau de la Norvège | Drapeau de la Hongrie | Drapeau d'Andorre | Drapeau de la Géorgie | Drapeau de la Slovénie | Drapeau de l'Arménie | Drapeau de la Tchéquie | Drapeau de l'Espagne | Drapeau des Pays-Bas | Drapeau de Malte | Drapeau de la Turquie | Drapeau de l'Irlande | Drapeau de la Suisse | Drapeau de l'Azerbaïdjan | Drapeau de la Grèce | Drapeau de la Finlande | Drapeau de la Suède | Drapeau de la Croatie |                  | Drapeau de la Lituanie | Drapeau de la Russie | Drapeau du Monténégro | Drapeau de la Pologne | Drapeau du Danemark | Total            |
| Pays                                            | Roumanie                                          | –                      | –                               | –                    | –                      | –                    | –                                | –                    | –                      | 1                      | –                      | –                      | –                    | 6                | 3                 | 12                     | –                    | 4                    |                        | 4                   | –                     | –                     | –                 | –                     | –                      | –                    | –                      | 12                   | –                    | –                | –                     | 3                    | –                    | –                        | –                   | –                      | –                   | –                     | –                | –                      | –                    | –                     | –                     | 2                   | 45               |
| Pays                                            | Royaume-Uni                                       |                        | –                               | –                    | –                      | –                    | –                                | –                    | –                      | 6                      | –                      | –                      | –                    | –                | –                 | –                      | –                    | –                    | –                      | –                   | –                     | –                     | –                 | –                     | –                      | –                    | –                      | –                    | –                    | –                | –                     | 8                    | –                    | –                        | –                   | –                      | –                   | –                     | –                | –                      | –                    | –                     | –                     | –                   | 14               |
| Pays                                            | Albanie                                           | –                      | 12                              | –                    | –                      | –                    | 1                                |                      | –                      | 3                      | –                      | –                      | –                    | –                | –                 | –                      | –                    | –                    | –                      | –                   | –                     | –                     | –                 | –                     | 4                      | –                    | –                      | –                    | –                    | –                | 1                     | –                    | 8                    | 1                        | 10                  | –                      | –                   | 8                     | –                | –                      | –                    | 7                     | -                     | –                   | 55               |
| Pays                                            | Allemagne                                         | –                      | –                               | –                    |                        | –                    | –                                | –                    | –                      | –                      | –                      | 12                     | –                    | –                | –                 | –                      | –                    | –                    | –                      | –                   | –                     | –                     | –                 | –                     | –                      | –                    | –                      | –                    | –                    | –                | –                     | –                    | 2                    | –                        | –                   | –                      | –                   | –                     | –                | –                      | –                    | –                     | –                     | –                   | 14               |
| Pays                                            | Arménie                                           | –                      | 1                               | 7                    | 6                      | –                    | 6                                | 2                    | 12                     | 8                      | –                      | 8                      | 5                    | 8                | 10                | 2                      | 1                    | 12                   | 4                      | –                   | –                     | –                     | –                 | 12                    | 5                      |                      | 12                     | 10                   | 12                   | –                | 10                    | –                    | –                    | –                        | 12                  | –                      | 2                   | –                     | 7                | –                      | 12                   | 1                     | 12                    | –                   | 199              |
| Pays                                            | Bosnie-Herzégovine                                | –                      | 5                               | –                    | 5                      | –                    |                                  | –                    | –                      | –                      | –                      | –                      | 12                   | –                | –                 | –                      | –                    | 2                    | –                      | –                   | 10                    | –                     | –                 | –                     | 10                     | –                    | 1                      | –                    | 7                    | –                | 6                     | 2                    | 7                    | 3                        | –                   | 6                      | 10                  | 12                    | –                | –                      | –                    | 10                    | –                     | 2                   | 110              |
| Pays                                            | Israël                                            | –                      | –                               | 5                    | 3                      | –                    | 5                                | 4                    | 5                      | 10                     | –                      | 2                      | 7                    |                  | 2                 | 6                      | –                    | 6                    | 6                      | –                   | 3                     | 3                     | –                 | 3                     | 3                      | 6                    | –                      | –                    | 3                    | –                | –                     | –                    | 1                    | 7                        | 1                   | 8                      | –                   | 2                     | 4                | 3                      | 6                    | 5                     | 5                     | –                   | 124              |
| Pays                                            | Finlande                                          | –                      | –                               | –                    | –                      | 10                   | –                                | –                    | –                      | –                      | 1                      | –                      | –                    | –                | –                 | –                      | 7                    | –                    | –                      | –                   | 4                     | –                     | 4                 | –                     | –                      | –                    | –                      | –                    | –                    | –                | –                     | –                    | –                    | –                        | –                   |                        | 7                   | –                     | –                | –                      | –                    | –                     | 2                     | –                   | 35               |
| Pays                                            | Croatie                                           | –                      | 2                               | 1                    | 2                      | –                    | –                                | –                    | –                      | –                      | 5                      | –                      | –                    | 3                | –                 | –                      | –                    | –                    | –                      | 1                   | 3                     | –                     | –                 | –                     | 1                      | 2                    | 2                      | –                    | –                    | –                | –                     | –                    | 3                    | –                        | –                   | –                      | –                   |                       | –                | –                      | 1                    | 2                     | –                     | –                   | 44               |
| Pays                                            | Pologne                                           | 4                      | –                               | –                    | –                      | –                    | –                                | –                    | –                      | –                      | –                      | –                      | –                    | –                | –                 | –                      | –                    | –                    | –                      | –                   | –                     | –                     | –                 | –                     | –                      | –                    | –                      | –                    | –                    | –                | –                     | 10                   | –                    | –                        | –                   | –                      | –                   | –                     | –                | –                      | –                    | –                     |                       | –                   | 14               |
| Pays                                            | Islande                                           | 6                      | –                               | –                    | –                      | –                    | –                                | –                    | –                      | –                      | 2                      | –                      | –                    | 4                | –                 | –                      |                      | –                    | –                      | 7                   | 8                     | –                     | –                 | –                     | –                      | –                    | –                      | 4                    | –                    | 6                | –                     | –                    | –                    | –                        | –                   | 7                      | 8                   | –                     | –                | –                      | –                    | –                     | –                     | 12                  | 64               |
| Pays                                            | Turquie                                           | 8                      | 7                               | 4                    | 10                     | –                    | 8                                | 10                   | 10                     | 4                      | –                      | 5                      | –                    | –                | –                 | –                      | –                    | 10                   | 8                      | –                   | 2                     | 5                     | –                 | 6                     | –                      | –                    | –                      | –                    | 10                   | –                |                       | –                    | 6                    | 12                       | –                   | 4                      | –                   | –                     | 3                | –                      | –                    | –                     | –                     | 4                   | 138              |
| Pays                                            | Portugal                                          | –                      | –                               | 3                    | 4                      | –                    | –                                | –                    | 6                      | 5                      | –                      | –                      | 1                    | –                | –                 | –                      | 6                    | 8                    | –                      |                     | –                     | –                     | 10                | –                     | –                      | –                    | –                      | 8                    | 5                    | –                | –                     | –                    | 10                   | –                        | –                   | –                      | –                   | 3                     | –                | –                      | –                    | –                     | –                     | –                   | 69               |
| Pays                                            | Lettonie                                          | 10                     | –                               | –                    | –                      | 7                    | –                                | –                    | –                      | –                      |                        | –                      | –                    | –                | –                 | –                      | 4                    | –                    | –                      | 8                   | –                     | –                     | 2                 | 2                     | –                      | –                    | 3                      | 2                    | –                    | 7                | –                     | 12                   | –                    | –                        | –                   | –                      | 3                   | 4                     | –                | 10                     | –                    | –                     | –                     | 6                   | 83               |
| Pays                                            | Suède                                             | –                      | –                               | –                    | –                      | 2                    | –                                | 3                    | –                      | –                      | –                      | –                      | 2                    | 1                | 1                 | –                      | 3                    | –                    | –                      | –                   | 7                     | 1                     | –                 | –                     | –                      | –                    | –                      | 1                    | –                    | 12               | –                     | –                    | –                    | –                        | –                   | 5                      |                     | –                     | –                | 1                      | –                    | –                     | –                     | 8                   | 47               |
| Pays                                            | Danemark                                          | 3                      | –                               | –                    | –                      | 3                    | –                                | –                    | –                      | 2                      | 7                      | –                      | –                    | –                | –                 | –                      | 12                   | –                    | –                      | 5                   | 12                    | 2                     | –                 | –                     | –                      | –                    | 2                      | –                    | –                    | 4                | –                     | –                    | –                    | –                        | –                   | –                      | 5                   | –                     | –                | 2                      | –                    | –                     | –                     |                     | 60               |
| Pays                                            | Géorgie                                           | –                      | –                               | 8                    | –                      | 5                    | –                                | –                    | –                      | –                      | 8                      | –                      | –                    | 2                | 7                 | 3                      | –                    | –                    | –                      | 1                   | –                     | –                     | –                 |                       | –                      | 10                   | 4                      | –                    | –                    | 5                | 4                     | –                    | –                    | 4                        | 4                   | –                      | –                   | –                     | 6                | 5                      | 7                    | –                     | –                     | –                   | 83               |
| Pays                                            | Ukraine                                           | 5                      | 4                               |                      | –                      | 4                    | 3                                | 8                    | 1                      | –                      | 10                     | 7                      | 6                    | 10               | 6                 | 7                      | 5                    | –                    | 3                      | 12                  | –                     | 6                     | 6                 | 10                    | 2                      | 5                    | 8                      | 7                    | –                    | 10               | 8                     | 6                    | –                    | 10                       | 6                   | 3                      | –                   | 7                     | 10               | 6                      | 8                    | 4                     | 10                    | 7                   | 230              |
| Pays                                            | France                                            | 2                      | –                               | –                    | –                      | 6                    | –                                | –                    | –                      | –                      | 3                      | –                      | –                    | –                | –                 | –                      | 8                    |                      | –                      | –                   | 1                     | –                     | 3                 | –                     | –                      | 4                    | –                      | –                    | –                    | –                | –                     | –                    | –                    | –                        | –                   | 2                      | 4                   | –                     | –                | 8                      | –                    | –                     | 1                     | 5                   | 47               |
| Pays                                            | Azerbaïdjan                                       | –                      | 8                               | 10                   | 1                      | –                    | –                                | –                    | 7                      | –                      | 4                      | 3                      | –                    | 3                | –                 | 8                      | –                    | –                    | 2                      | –                   | –                     | 12                    | 7                 | 7                     | 1                      | –                    | 10                     | –                    | 2                    | –                | 12                    | –                    | –                    |                          | 3                   | –                      | –                   | –                     | 8                | 7                      | 10                   | –                     | 7                     | –                   | 132              |
| Pays                                            | Grèce                                             | 12                     | 3                               | 2                    | 12                     | 1                    | 7                                | 12                   | 8                      | 12                     | –                      | 10                     | 8                    | 5                | 12                | 4                      | –                    | 3                    | 12                     | –                   | –                     | 8                     | 8                 | 4                     | 6                      | 8                    | 5                      | 3                    | 6                    | 2                | 7                     | 4                    | 5                    | 6                        |                     | –                      | 1                   | 5                     | 2                | –                      | 3                    | 6                     | 3                     | 3                   | 218              |
| Pays                                            | Espagne                                           | 1                      | –                               | –                    | –                      | –                    | –                                | 1                    | 4                      | –                      | –                      | –                      | –                    | –                | 4                 | –                      | –                    | 5                    | –                      | 10                  | –                     | –                     | 12                | –                     | –                      | 1                    | –                      |                      | –                    | –                | 3                     | –                    | 4                    | –                        | 8                   | 1                      | –                   | –                     | –                | –                      | –                    | –                     | –                     | 1                   | 55               |
| Pays                                            | Serbie                                            | –                      | 10                              | –                    | 8                      | –                    | 12                               | 5                    | –                      | –                      | –                      | 4                      |                      | –                | 5                 | 1                      | 2                    | 7                    | 7                      | –                   | 6                     | 7                     | –                 | –                     | 12                     | 3                    | 6                      | –                    | 8                    | 1                | –                     | –                    | 12                   | 2                        | 5                   | –                      | 6                   | 10                    | 1                | –                      | 4                    | 12                    | 4                     | –                   | 160              |
| Pays                                            | Russie                                            | –                      | 6                               | 12                   | 7                      | 12                   | 4                                | 6                    | 3                      | –                      | 12                     | 6                      | 10                   | 12               | 8                 | 10                     | –                    | 1                    | 10                     | 6                   | 5                     | 10                    | 5                 | 8                     | 7                      | 12                   | 7                      | 5                    | 1                    | 8                | 5                     | 5                    | –                    | 8                        | 7                   | 10                     | –                   | 6                     | 12               | 12                     |                      | 8                     | 6                     | –                   | 272              |
| Pays                                            | Norvège                                           | 7                      | –                               | 6                    | –                      | 8                    | 2                                | 7                    | 2                      | 7                      | 6                      | 1                      | 4                    | 7                | –                 | 5                      | 10                   | –                    | 5                      | 2                   |                       | 4                     | 1                 | 5                     | –                      | 7                    | –                      | 6                    | 4                    | 3                | 2                     | 7                    | –                    | 5                        | 2                   | 12                     | 12                  | 1                     | 5                | 4                      | 5                    | –                     | 8                     | 10                  | 182              |
| Pays                                            | Le tableau suit l'ordre de passage des candidats. |                        |                                 |                      |                        |                      |                                  |                      |                        |                        |                        |                        |                      |                  |                   |                        |                      |                      |                        |                     |                       |                       |                   |                       |                        |                      |                        |                      |                      |                  |                       |                      |                      |                          |                     |                        |                     |                       |                  |                        |                      |                       |                       |                     |                  |

## Télédiffuseurs
| Ordre | Pays               | Télédiffuseur(s)        | Commentateur(s)                                | Porte-parole             |
| ----- | ------------------ | ----------------------- | ---------------------------------------------- | ------------------------ |
| 07    | Albanie            | RTSH                    | ?                                              | Leon Menkshi             |
| 04    | Allemagne          | Das Erste               | Peter Urban                                    | Thomas Hermanns          |
| 04    | Allemagne          | Deutschlandfunk         | Thomas Mohr                                    | Thomas Hermanns          |
| 22    | Andorre            | RTVA                    | Meri Picart & Josep Lluís Trabal               | Alfred Llahí             |
| 25    | Arménie            | Arménie 1               | Felix Khacatryan & Hrachuhi Utmazyan           | Hrachuhi Utmazyan        |
| 33    | Azerbaïdjan        | İTV                     | Isa Melikov & Hüsniyyə Məhərrəmova             | Leyla Aliyeva            |
| 08    | Belgique           | La Une                  | Jean-Pierre Hautier & Jean-Louis Lahaye        | Sandrine Van Handenhoven |
| 08    | Belgique           | La Première             | Patrick Duhamel & Corinne Boulangier           | Sandrine Van Handenhoven |
| 08    | Belgique           | Één                     | André Vermeulen & Bart Peeters                 | Sandrine Van Handenhoven |
| 08    | Belgique           | Radio 2                 | Sven Pichal & Michel Follet                    | Sandrine Van Handenhoven |
| 38    | Biélorussie        | BTRC                    | ?                                              | Olga Barabanschikova     |
| 06    | Bosnie-Herzégovine | BHT1                    | Dejan Kukrić                                   | Melina Garibović         |
| 11    | Bulgarie           | BNT                     | Elena Rosberg & Georgi Kushvaliev              | Valentina Voykova        |
| 14    | Chypre             | RIK 1                   | Melina Karageorgiou                            | Hristina Marouhou        |
| 36    | Croatie            | HRT                     | Duško Čurlić                                   | Barbara Kolar            |
| 43    | Danemark           | DR1                     | Nicolaj Molbech                                | Maria Montell            |
| 27    | Espagne            | TVE1                    | José Luis Uribarri                             | Ainhoa Arbizu            |
| 05    | Estonie            | ETV                     | Marko Reikop                                   | Sahlene                  |
| 35    | Finlande           | YLE TV2                 | Jaana Pelkonen, Mikko Peltola & Asko Murtomäki | Mikko Leppilampi         |
| 35    | Finlande           | YLE Radio Suomi         | Sanna Kojo & Jorma Hietamäki                   | Mikko Leppilampi         |
| 17    | France             | France 4 (Demi-finale)  | Peggy Olmi & Yann Renoard                      | Cyril Hanouna            |
| 17    | France             | France 3 (Finale)       | Julien Lepers & Jean-Paul Gaultier             | Cyril Hanouna            |
| 17    | France             | France Bleu             | François Kevorkian                             | Cyril Hanouna            |
| 42    | Géorgie            | GPB                     | ?                                              | Tika Patsatsia           |
| 34    | Grèce              | ET1                     | Maggira Sisters                                | Alexis Kostalas          |
| 21    | Hongrie            | MTV1                    | Gábor Gundel Takács                            | Éva Novodomszky          |
| 31    | Irlande            | RTÉ One                 | Marty Whelan                                   | Niamh Kavanagh           |
| 31    | Irlande            | RTÉ Radio 1             | Larry Gogan                                    | Niamh Kavanagh           |
| 16    | Islande            | Sjónvarpið              | Sigmar Guðmundsson                             | Brynja Þorgeirsdóttir    |
| 13    | Israël             | Aroutz 1                | pas de commentateur                            | Noa Barak-Weshler        |
| 10    | Lettonie           | LTV                     | Kārlis Streips                                 | Kristīne Virsnīte        |
| 39    | Lituanie           | LRT                     | Darius Užkuraitis                              | Rolandas Vilkončius      |
| 02    | Macédoine          | MRT                     | Milanka Rašić                                  | Ognen Janeski            |
| 30    | Malte              | PBS                     | Eileen Montesin                                | Moira Delia              |
| 15    | Moldavie           | TRM                     | Lucia Danu & Vitalie Rotaru                    | Vitalie Rotaru           |
| 41    | Monténégro         | TVCG2                   | Dražen Bauković & Tamara Ivanković             | Nina Radulović           |
| 20    | Norvège            | NRK1                    | Per Sundnes & Hanne Hoftun                     | Stian Barsnes Simonsen   |
| 28    | Pays-Bas           | Nederland 1             | Cornald Maas                                   | Esther Hart              |
| 23    | Pologne            | TVP 1                   | Artur Orzech                                   | Radek Brzózka            |
| 19    | Portugal           | RTP1                    | Isabel Angelino                                | Sabrina                  |
| 26    | Tchéquie           | ČT                      | Kateřina Kristelová                            | Petra Šubrtová           |
| 18    | Roumanie           | TVR1                    | Andreea Demirgian & Leonard Miron              | Alina Sorescu            |
| 01    | Royaume-Uni        | BBC Three (Demi-finale) | Paddy O’Connell & Caroline Flack               | Carrie Grant             |
| 01    | Royaume-Uni        | BBC One (Finale)        | Terry Wogan                                    | Carrie Grant             |
| 01    | Royaume-Uni        | BBC Radio 2             | Ken Bruce                                      | Carrie Grant             |
| 40    | Russie             | Perviy Kanal            | Dmitry Guberniev & Olga Shelest                | Oksana Fedorova          |
| 09    | Saint-Marin        | SMRTV                   | Lia Fiorio & Gigi Restivo                      | Roberto Moretti          |
| 12    | Serbie             | RTS1                    | Dragoljub Ilić & Mladen Popović                | Dušica Spasić            |
| 24    | Slovénie           | SLO1                    | Andrej Hofer                                   | Peter Poles              |
| 37    | Suède              | SVT1                    | Kristian Luuk & Josef Sterzenbach              | Björn Gustafsson         |
| 37    | Suède              | SR P3                   | Carolina Norén                                 | Björn Gustafsson         |
| 32    | Suisse             | TSR 1                   | Jean-Marc Richard & Nicolas Tanner             | Cécile Bähler            |
| 32    | Suisse             | SF Zwei                 | Patrick Hässig & Sven Epiney                   | Cécile Bähler            |
| 32    | Suisse             | TSI 2                   | Sandy Altermatt                                | Cécile Bähler            |
| 29    | Turquie            | TRT 1                   | Bülend Özveren                                 | Meltem Ersan Yazgan      |
| 03    | Ukraine            | NTU                     | Tymur Miroshnychenko                           | Marysya Horobets         |
| 03    | Ukraine            | NRU                     | Olena Zelinchenko                              | Marysya Horobets         |

## Prix Marcel-Bezençon
Les prix Marcel-Bezençon sont remis pour la première fois durant le Concours Eurovision de la chanson 2002 à Tallinn en Estonie pour honorer les meilleures chansons en compétition lors de la finale. Fondés par Christer Björkman (représentant de la Suède lors de l'Eurovision 1992 et producteur des concours 2013 et 2016) et Richard Herrey (membre des Herreys et vainqueur suédois du concours 1984), les prix portent le nom du créateur de la compétition annuelle, Marcel Bezençon. En 2008, les candidats récompensés sont : 
| Catégorie                                   | Pays     | Artiste(s)      | Chanson                       | Place | Points |
| ------------------------------------------- | -------- | --------------- | ----------------------------- | ----- | ------ |
| Prix de la meilleure performance artistique | Ukraine  | Ani Lorak       | Shady Lady                    | 2     | 230    |
| Prix de la presse                           | Portugal | Vânia Fernandes | Senhora do mar (Negras águas) | 13    | 69     |
| Prix de la meilleure composition            | Roumanie | Nico & Vlad     | Pe-o margine de lume          | 20    | 45     |
| Prix des fans                               | Arménie  | Sirusho         | Qele qele                     | 4     | 199    |